# Numeración muisca
La numeración muisca refiere a un sistema descrito por el Padre José Domingo Duquesne (1748-1821), sacerdote bogotano quien por alrededor de treinta años fue párroco de los pueblos indígenas Lenguazaque y Gachancipá, ubicados en el Altiplano Cundiboyacense del centro de Colombia. En sus escritos el sacerdote afirma que los Muiscas conocieron guarismos para representar las cantidades numéricas y presenta un conjunto de símbolos gráficos representando dichos guarismos. Esta afirmación ha sido criticada por la corriente académica, que considera que la Cultura Muisca no desarrolló un sistema de escritura, a diferencia de otras culturas de América, como la Maya

## Trabajos previos a Duquesne

José Domingo Duquesne.

A excepción de los símbolos gráficos referidos por Duquesne, la manera de expresar los números en la lengua muisca había sido descrita ya desde el siglo XVII, en gramáticas compuestas por sacerdotes misioneros quienes en ese entonces tenían la orden de evangelizar la población indígena en su lengua nativa. Sobresale la Gramática en la lengua general del Nuevo Reyno, llamada mosca de fray Fernando de Lugo (1619), donde se dedica una sección al tema de la numeración. Otra fuente importante es el Diccionario y gramática chibcha, manuscrito anónimo de la Biblioteca Nacional de Colombia, probablemente contemporáneo de la obra de Lugo, el cual aunque no presenta una descripción de la numeración, brinda numerosos elementos para su estudio.

## Los "guarismos muiscas" según Duquesne
En 1795, basándose tanto en las obras existentes como probablemente en su experiencia etnográfica con los indígenas de Lenguazaque y Gachancipá, el Padre José Domingo Duquesne incluyó un estudio de los números como parte de un escrito titulado Disertación sobre el calendario de los muyscas, indios naturales de este Nuevo Reino de Granada,, que dedicó a José Celestino Mutis, director de la Expedición Botánica, donde presenta los supuestos símbolos gráficos de las cantidades del uno al diez, más un símbolo adicional para el veinte. La obra de Duquesne no fue publicada, sin embargo, hasta varios años después de su muerte, en un apéndice de la obra Compendio histórico del descubrimiento y colonización de la Nueva Granada escrita por el coronel Joaquín Acosta en 1848,, donde se incluyó una lámina con dichos signos numéricos. Estos signos fueron publicados posteriormente en 1878 en la obra del célebre naturalista Alexander von Humboldt Sitios de las cordilleras monumentos de los pueblos indígenas de América donde se refiere al trabajo de Duquesne, que conoció durante su visita a Santafé de Bogotá en el año 1801. Ya en 1882, Liborio Zerda publicó en el Papel Periódico Ilustrado un texto inédito de Duquesne acerca del calendario, incluyendo los símbolos numéricos, probablemente un borrador de la Disertación presentada a Mutis. Estas tres versiones impresas de los "guarismos muiscas" muestran algunas diferencias atribuibles a los distintos artistas que elaboraron las láminas. Una mirada comparativa ayuda a darse una idea de los símbolos en el manuscrito original. 

Los "guarismos muiscas" según José Domingo Duquesne. Se muestran las versiones publicadas por Acosta (1848), Humboldt (1878), Zerda (1882).

### Críticas
El trabajo de Duquesne, y en especial los "guarismos" han sido duramente criticados por la Academia, debido a que no se han encontrado otras fuentes aparte de Duquesne que apoyen la existencia de dicho sistema de símbolos. De hecho, las fuentes etnohistóricas insisten en que el pueblo muisca no conoció la escritura, y por ende, un sistema de notación aritmética, por otra parte, el sacerdote nunca menciona la fuente de su información, la cual presumiblemente proviene de informantes indígenas. En 1892, el investigador Vicente Restrepo publicó un artículo titulado Crítica de los trabajos arqueológicos del Dr. José Domingo Duquesne, donde ataca fuertemente a Duquesne, y concluye que la descripción del sacerdote no es más que una "invención de honrada fantasía". Esta ha sido, consecuentemente, la opinión prevalente de los estudiosos de la cultura muisca a lo largo del siglo XX.

### Interpretaciones alternativas
Recientes estudios en arqueoastronomía acerca del calendario muisca (2008) sugieren, sin embargo, que para los muiscas la significación de los números pudo abarcar conceptos más amplios que la sola expresión de cantidades, extendiéndose a la representación de asterismos celestes, los cuales podrían haber sido nombrados con los mismos nombres de los números. Según esta hipótesis, los símbolos gráficos probablemente recogidos por Duquesne de sus informantes indígenas no harían relación a guarismos aritméticos, sino a la representación abstracta de patrones estelares y, en especial, a las llamadas constelaciones oscuras, zonas de menor brillo en la Vía Láctea, que han sido consideradas de importancia en las tradiciones astronómicas de las culturas andinas.

## La numeración
A diferencia de los "guarismos" descritos por Duquesne, las fuentes históricas proveen información acerca de los nombres con que los muiscas designaban los números. En su lengua, se definía un conjunto básico de nombres para los números del uno al diez. La ortografía de dichos nombres varía según los autores; sin embargo, estos pueden listarse de la siguiente forma:
|    | Lugo       | Anónimo 158 BNC | Duquesne  |
| -- | ---------- | --------------- | --------- |
| 1  | Ata        | Ata             | Ata       |
| 2  | Bo3ha      | Boza            | Bosa      |
| 3  | Mica       | Mica            | Mica      |
| 4  | Mhuγcâ     | Mhuyhca         | Muihica   |
| 5  | Hγcscâ     | Hysca           | Hisca     |
| 6  | Ta         | Taa             | Ta        |
| 7  | Qhûpqâ     | Qhupqua         | Cuhupcua  |
| 8  | Shû3hâ     | Suhuza          | Suhusa    |
| 9  | Aca        | Aca             | Aca       |
| 10 | Hubchìhicâ | Hubchihica      | Ubchihica |

Para expresar los valores entre el once y el diecinueve se anteponía la palabra quihicha (cuya significación es "pie"), así (siguiendo la ortografía de Duquesne):
| 11 | Quihicha ata      |
| 12 | Quihicha bosa     |
| 13 | Quihicha mica     |
| 14 | Quihicha muihica  |
| 15 | Quihicha hisca    |
| 16 | Quihicha ta       |
| 17 | Quihicha cuhupcua |
| 18 | Quihicha suhusa   |
| 19 | Quihicha acá      |

El número veinte, que bien podría expresarse como quihicha ubchihica se expresaba alternativamente por la palabra Gueta, cuya significación se asociaba a la idea de "un grupo de veinte". Esta palabra se utilizaba junto con la palabra asaqy (que significa "y más") para formar nuevas cantidades, anteponiéndolas a los nombres anteriormente mencionados:
| 21 | Gueta asaqy ata            | 20 + 1  |
| 25 | Gueta asaqy hisca          | 20 + 5  |
| 30 | Gueta asaqy ubchihica      | 20 + 10 |
| 35 | Gueta asaqy quihicha hisca | 20 + 15 |

El número cuarenta, que bien podría ser gueta asaqy quihicha ubchihica, era expresado con el término gue bosa, que refería a la idea de "dos grupos de veinte". Consecuentemente, el número 41 se expresaba como "gue bosa asaqy ata": (20 x 2) + 1. De aquí se desprende que el sistema de numeración muisca era vigesimal, es decir, que funcionaba con base 20. Siguiendo este orden de ideas, las gramáticas reportan los siguientes valores:
| 20  | Gueta         | 20 x 1  |
| 40  | Gue bosa      | 20 x 2  |
| 80  | Gue muihica   | 20 x 4  |
| 200 | Gue ubchihica | 20 x 10 |

Según este esquema, se deduce que los números cuatrocientos (20 x 20) y ocho mil (20 x 20 x 20) deberían ser designados con palabras específicas, de las cuales, desafortunadamente, no se tiene conocimiento. 
La necesidad de expresar en su lengua números de gran tamaño se evidencia a partir del uso, en el contexto del calendario, de series lunares de larga duración que podrían extenderse hasta 74000 lunaciones, como sugieren recientes estudios del calendario (2008).